# Qui êtes-vous, Polly Maggoo ?
Pour plus de détails, voir Fiche technique et Distribution.
Qui êtes-vous, Polly Maggoo ? est une comédie satirique française, critique radicale du monde de la mode, réalisée par William Klein, sortie en 1966.

## Synopsis
L'intrigue se partage entre le monde de la publicité, de la mode et de l'ORTF et un royaume d'opérette, dont le prince héritier (Sami Frey) s'éprend du mannequin Polly Maggoo (Dorothy McGowan), alors que la jeune femme fait l'objet d'un reportage télévisé.

## Fiche technique
- Titre : Qui êtes-vous, Polly Maggoo ?
- Réalisation : William Klein, assisté d'Alain Franchet
- Scénario : William Klein
- Décors : Bernard Evein
- Photographie : Jean Boffety
- Son : Antoine Bonfanti
- Musique : Michel Legrand
- Société de production : Delpire Productions
- Pays :  France
- Langue : français
- Format : Noir et blanc - 35 mm - 1,66:1  - Son mono
- Genre : Comédie dramatique
- Durée : 102 minutes
- Date de sortie : 21 octobre 1966 (France)

## Distribution
- Dorothy McGowan : Polly Maggoo
- Sami Frey : le prince Igor
- Alice Sapritch : la reine mère
- Delphine Seyrig : une rédactrice
- Violette Leduc : elle-même
- Grayson Hall : Miss Maxwell
- Jean Rochefort : Grégoire Pecque
- Philippe Noiret : Jean-Jacques Georges
- Jacques Seiler : Isidore Ducasse, le couturier
- Fernando Arrabal : l'homme au savon à barbe
- René Clermont : le directeur des programmes
- Gérard Darrieu : le caméraman
- Luce Fabiole : la mère de Grégoire
- Bernard Musson : le ministre
- Jacques Rispal : le fétichiste des cheveux
- Roland Topor : un émissaire du prince

 et non-crédités :
- Anatole Dauman : le boy-scout
- Marcel Gassouk : Gassouk
- Sylvain Lévignac : un dragueur
- Corinne Marchand : la femme qui parle de Blucher
- Paul Bonifas
- Jean Lescot
- Claude Mansard
- Jean Nocher
- Gaëtan Noël
- Jean-Loup Sieff
- Pierre Pernet
- Michel Robin
- Alain Roche
- Joanna Shimkus
- Geneviève Tabouis
- Roger Trapp
- Peggy Moffitt

## Distinctions
- Prix Jean-Vigo 1967[1]

## Autour du film
Le défilé de mode, au début du film, est tourné dans une Maison Bloc à Meudon, un lieu d'habitation conçu par André Bloc.